# Henri Buisson (rugby à XV)
Pour les articles homonymes, voir Henri Buisson et Buisson.
Pas d'image ? Cliquez ici

a Compétitions nationales et continentales officielles uniquement.

b Matchs officiels uniquement.
Henri Empereur-Buisson, né le 4 août 1904 à Béziers et mort le 10 juillet 1987 dans la même ville, est un joueur français de rugby à XV qui a joué au poste de pilier droit à l'AS Béziers et en équipe de France.

## Biographie
Henri Buisson joue en club avec l'AS Béziers. Il obtient sa première cape lors du match du Tournoi des Cinq Nations en 1931 contre l'Angleterre. Il dispute son second et dernier match en équipe nationale le 19 avril de la même année contre l'Allemagne.